# Bolitoglossa compacta
Bolitoglossa compacta é uma espécie de anfíbio caudado pertencente à família Plethodontidae, sub-família Plethodontinae.
Esta espécie terrestre e neotropical está presente na área fronteiriça entre Costa Rica e Panamá. Habita zonas montanhas húmidas, junto ao solo e à vegetação rasteira. É considerada uma espécie rara (2006)